# Ottaemiottaedro
In geometria, un ottaemiottaedro, talvolta indicato anche come allelotetratetraedro, è un poliedro stellato uniforme, e in particolare un emipoliedro, avente 12 facce - 8 triangolari e 4 esagonali - 24 spigoli e 12 vertici.

## Proprietà
La figura al vertice di questo poliedro, che viene spesso indicato con il simbolo U3, è un quadrilatero incrociato.
Utilizzando la notazione di Wythoff, l'ottaemiottaedro può essere indicato come "3/2 3 | 3".
Come detto, l'ottaemiottaedro appartiene all'insieme degli emipoliedri, ossia poliedri stellati uniformi aventi alcune delle facce passanti per il proprio centro e così chiamati perché in essi tali facce formano un gruppo contenente la metà degli stessi elementi presenti in un poliedro regolare e disposti come in esso, da cui il prefisso "emi-". In particolare, nell'ottaemiottaedro tale gruppo è formato dalle sue quattro facce esagonali, tutte per il suo centro, che risultano visivamente divise in triangoli.

## Orientabilità
L'ottaemiottaedro è l'unico emipoliedro orientabile, nonché l'unico poliedro uniforme ad avere una caratteristica di Eulero pari a zero (è quindi praticamente un toro topologico).
| Ottaemiottaedro | La rete topologica delle facce può essere vista come un rombo diviso in otto triangoli e quattro esagoni, in cui tutti i vertici hanno difetto pari a 0. | Lo sviluppo piano di un ottaemiottaedro rappresenta una regione di una tassellatura triesagonale del piano. |

## Poliedri correlati
L'ottaemiottaedro ha gli stessi vertici e gli stessi spigoli di un cubottaedro, con cui ha in comune anche la disposizione delle facce triangolari, e di un cuboemiottaedro, con cui ha in comune anche la disposizione delle facce esagonali.
Usando la costruzione di Wythoff, l'ottaemiottaedro ha simmetria tetraedrica (Td) se si considerano la facce triangolari alternate aventi orientazione opposta, o simmetria ottaedrica (Oh), nel caso in cui le facce triangolari non siano alternate.
| Cubottaedro          | Cubottaedro           | Cuboemiottaedro | Ottaemiottaedro      | Ottaemiottaedro       |
| Simmetria ottaedrica | Simmetria tetraedrica | Cuboemiottaedro | Simmetria ottaedrica | Simmetria tetraedrica |
| -------------------- | --------------------- | --------------- | -------------------- | --------------------- |
|                      |                       |                 |                      |                       |
| 2 \| 3 4             | 3 3 \| 2              | 4/3 4 \| 3      |                      | 3/2 3 \| 3            |
|                      |                       |                 |                      |                       |

### Ottaemiottacrono
L'ottaemiottacrono è il duale dell'ottaemiottaedro, nonché uno dei emipoliedri duali esistenti.
Poiché gli emipoliedri hanno facce passanti per il loro centro, i loro duali hanno vertici posti all'infinito, e più precisamente all'infinito sul piano proiettivo reale. Nella sua opera "Dual Models", Magnus Wenninger rappresenta tali figure come prismi intersecanti, ognuno dei quali si estende all'infinito verso il vertice stesso, così da mantenere la simmetria. Nella comune rappresentazione i prismi costituenti il modello vengono per comodità tagliati a un certo punto della loro altezza. Wenninger ha suggerito di inserire queste nuove figure in una nuova classe di solidi generati per stellazione, chiamati "stellazioni all'infinito". Tuttavia egli ha anche affermato che, strettamente parlando, tali figure non sarebbero in effetti poliedri poiché la loro costruzione non risulta conforme alle comuni definizioni.
Topologicamente, si considera che l'ottaemiottacrono, che visivamente appare identico all'esaemiottacrono, contenga dodici vertici, quattro dei quali sono considerati all'infinito (sul piano proiettivo reale all'infinito) e corrispondono direzionalmente ai quattro vertici di un emicubo, un poliedro astratto.